# Przemysław Pawlicki
Przemysław Pawlicki (ur. 5 września 1991 w Lesznie) – polski żużlowiec.
Syn Piotra Pawlickiego i brat Piotra Pawlickiego – również żużlowców.

## Starty w Grand Prix (indywidualnych mistrzostwach świata na żużlu)

### Punkty w poszczególnych zawodachGrand Prix
| Sezon 2012                   |                      |                     |                         |                                |                                 |                                 |                                 |                                |                          |                       |                          |         |         |         |         |         |         |         |         |         |         |        |        |        |        |        |        |        |        |        |        |        |        |
| GP Nowej Zelandii – Auckland | GP Europy – Leszno   | GP Czech – Praga    | GP Szwecji – Göteborg   | GP Danii – Kopenhaga           | GP Polski – Gorzów Wielkopolski | GP Chorwacji – Gorican          | GP Włoch – Terenzano            | GP Wielkiej Brytanii – Cardiff | GP Skandynawii – Målilla | GP Nordyckie – Vojens | GP Polski – Toruń        | miejsce | miejsce | miejsce | miejsce | miejsce | miejsce | miejsce | miejsce | miejsce | miejsce | punkty | punkty | punkty | punkty | punkty | punkty | punkty | punkty | punkty | punkty |        |        |
| –                            | 7                    | –                   | –                       | –                              | –                               | –                               | –                               | –                              | –                        | –                     | –                        | 24      | 24      | 24      | 24      | 24      | 24      | 24      | 24      | 24      | 24      | 7      | 7      | 7      | 7      | 7      | 7      | 7      | 7      | 7      | 7      |        |        |
| Sezon 2017                   |                      |                     |                         |                                |                                 |                                 |                                 |                                |                          |                       |                          |         |         |         |         |         |         |         |         |         |         |        |        |        |        |        |        |        |        |        |        |        |        |
| GP Słowenii – Krško          | GP Polski – Warszawa | GP Łotwy – Dyneburg | GP Czech – Praga        | GP Danii – Horsens             | GP Wielkiej Brytanii – Cardiff  | GP Szwecji – Målilla            | GP Polski – Gorzów Wielkopolski | GP Niemiec – Teterow           | GP Sztokholmu – Solna    | GP Polski – Toruń     | GP Australii – Melbourne | miejsce | miejsce | miejsce | miejsce | miejsce | miejsce | miejsce | miejsce | miejsce | miejsce | punkty | punkty | punkty | punkty | punkty | punkty | punkty | punkty | punkty | punkty |        |        |
| –                            | 3                    | –                   | –                       | –                              | –                               | –                               | –                               | –                              | –                        | –                     | –                        | 29      | 29      | 29      | 29      | 29      | 29      | 29      | 29      | 29      | 29      | 3      | 3      | 3      | 3      | 3      | 3      | 3      | 3      | 3      | 3      |        |        |
| Sezon 2018                   |                      |                     |                         |                                |                                 |                                 |                                 |                                |                          |                       |                          |         |         |         |         |         |         |         |         |         |         |        |        |        |        |        |        |        |        |        |        |        |        |
| GP Polski – Warszawa         | GP Czech – Praga     | GP Danii – Horsens  | GP Szwecji – Hallstavik | GP Wielkiej Brytanii – Cardiff | GP Skandynawii – Målilla        | GP Polski – Gorzów Wielkopolski | GP Słowenii – Krško             | GP Niemiec – Teterow           | GP Polski – Toruń        | miejsce               | miejsce                  | miejsce | miejsce | miejsce | miejsce | miejsce | miejsce | miejsce | miejsce | miejsce | miejsce | punkty | punkty | punkty | punkty | punkty | punkty | punkty | punkty | punkty | punkty | punkty | punkty |
| 3                            | 5                    | 5                   | 1                       | 10                             | 3                               | 3                               | 2                               | 3                              | 1                        | 14                    | 14                       | 14      | 14      | 14      | 14      | 14      | 14      | 14      | 14      | 14      | 14      | 36     | 36     | 36     | 36     | 36     | 36     | 36     | 36     | 36     | 36     | 36     | 36     |

| Statystyki        | Statystyki |
| ----------------- | ---------- |
| Starty            | 12         |
| Zwycięstwa        | 0          |
| Miejsca na podium | 0          |
| Finalista         | 0          |
| Punkty            | 46         |

## Mistrzostwa Polski

### Drużynowe Mistrzostwa Polski
Źródło.
Legenda:      awans      spadek
| Sezon | Liga       | Klub                                 | Miejsce | Mecze | Biegi | Punkty | Bonusy | Razem | Śr. bieg. | Zwycięzca ligi               | Mistrz Polski                |
| ----- | ---------- | ------------------------------------ | ------- | ----- | ----- | ------ | ------ | ----- | --------- | ---------------------------- | ---------------------------- |
| 2008  | Ekstraliga | Unia Leszno                          | 2.      | 5     | 20    | 31     | 3      | 34    | 1,700     | Unibax Toruń                 | Unibax Toruń                 |
| 2009  | Ekstraliga | Unia Leszno                          | 5.      | 12    | 45    | 37     | 2      | 39    | 0,867     | Falubaz Zielona Góra         | Falubaz Zielona Góra         |
| 2010  | Ekstraliga | Caelum Stal Gorzów Wielkopolski      | 6.      | 13    | 66    | 95     | 18     | 113   | 1,712     | Unia Leszno                  | Unia Leszno                  |
| 2011  | II Liga    | Stokłosa Polonia Piła                | 1.      | 13    | 64    | 168    | 10     | 178   | 2,781     | –                            | Falubaz Zielona Góra         |
| 2012  | Ekstraliga | Unia Leszno                          | 5.      | 18    | 97    | 170    | 18     | 188   | 1,938     | Tauron Azoty Tarnów          | Tauron Azoty Tarnów          |
| 2013  | Ekstraliga | Fogo Unia Leszno                     | 6.      | 17    | 81    | 147    | 9      | 156   | 1,926     | Stelmet Falubaz Zielona Góra | Stelmet Falubaz Zielona Góra |
| 2014  | Ekstraliga | Fogo Unia Leszno                     | 2.      | 16    | 70    | 102    | 10     | 112   | 1,600     | Stal Gorzów Wielkopolski     | Stal Gorzów Wielkopolski     |
| 2015  | Ekstraliga | Fogo Unia Leszno                     | 1.      | 18    | 83    | 119    | 21     | 140   | 1,687     | –                            | –                            |
| 2016  | Ekstraliga | Stal Gorzów Wielkopolski             | 1.      | 18    | 81    | 124    | 19     | 143   | 1,765     | –                            | –                            |
| 2017  | Ekstraliga | Cash Broker Stal Gorzów Wielkopolski | 3.      | 18    | 83    | 120    | 16     | 136   | 1,639     | Fogo Unia Leszno             | Fogo Unia Leszno             |
| 2018  | Ekstraliga | MrGarden GKM Grudziądz               | 6.      | 14    | 77    | 132    | 9      | 141   | 1,831     | Fogo Unia Leszno             | Fogo Unia Leszno             |
| 2019  | Ekstraliga | MrGarden GKM Grudziądz               | 5.      | 14    | 66    | 109    | 10     | 119   | 1,803     | Fogo Unia Leszno             | Fogo Unia Leszno             |
| 2020  | Ekstraliga | MrGarden GKM Grudziądz               | 7.      | 13    | 41    | 35     | 7      | 42    | 1,024     | Fogo Unia Leszno             | Fogo Unia Leszno             |
| 2021  | Ekstraliga | ZOOleszcz DPV Logistic GKM Grudziądz | 7.      | 14    | 71    | 107    | 9      | 116   | 1,634     | Betard Sparta Wrocław        | Betard Sparta Wrocław        |
| 2022  | Ekstraliga | ZOOleszcz GKM Grudziądz              | 7.      | 14    | 78    | 111    | 13     | 124   | 1,590     | Motor Lublin                 | Motor Lublin                 |
| 2023  | I Liga     | Enea Falubaz Zielona Góra            | 1.      | 20    | 97    | 220    | 14     | 234   | 2,412     | Enea Falubaz Zielona Góra    | Motor Lublin                 |
| 2024  | Ekstraliga | Novyhotel Falubaz Zielona Góra       | 6.      | 16    | 82    | 127    | 9      | 136   | 1,659     | Motor Lublin                 | Motor Lublin                 |

Podsumowanie:
| Sezony | Mecze | Biegi | Pkt  | Bonusy | Razem | Średnia/bg | Średnia/mc |
| ------ | ----- | ----- | ---- | ------ | ----- | ---------- | ---------- |
| 17     | 253   | 1202  | 1954 | 197    | 2151  | 1,79       | 8,502      |

### Indywidualne Mistrzostwa Polski
| Sezon | Dzień                           | Miejscowość                    | Miejsce                   | Punkty                    | Biegi                               | Klub                                 | Zwycięzca          |
| ----- | ------------------------------- | ------------------------------ | ------------------------- | ------------------------- | ----------------------------------- | ------------------------------------ | ------------------ |
| 2009  | 18 czerwca                      | Piła                           | 9. miejsce w ćwierćfinale | 9. miejsce w ćwierćfinale | 9. miejsce w ćwierćfinale           | Unia Leszno                          | Tomasz Gollob      |
| 2011  | 3 września                      | Leszno                         | 2.                        | 11+3                      | (2,1,3,3,2)                         | Stokłosa Polonia Piła                | Jarosław Hampel    |
| 2013  | 20 czerwca                      | Krosno                         | 10. miejsce w półfinale   | 10. miejsce w półfinale   | 10. miejsce w półfinale             | Fogo Unia Leszno                     | Janusz Kołodziej   |
| 2014  | 14 sierpnia                     | Zielona Góra                   | 5.                        | 11+1                      | (3,1,3,1,3)                         | Fogo Unia Leszno                     | Krzysztof Kasprzak |
| 2015  | 5 lipca                         | Gorzów Wielkopolski            | 9.                        | 7                         | (2,1,2,1,1)                         | Fogo Unia Leszno                     | Maciej Janowski    |
| 2016  | 1 lipca                         | Leszno                         | 11.                       | 6                         | (2,w,1,1,2)                         | Stal Gorzów Wielkopolski             | Patryk Dudek       |
| 2017  | 2 lipca                         | Gorzów Wielkopolski            | 2.                        | 13+2                      | (3,2,3,2,3)                         | Cash Broker Stal Gorzów Wielkopolski | Szymon Woźniak     |
| 2018  | 4 sierpnia                      | Leszno                         | 11.                       | 6                         | (2,2,w,0,2)                         | MrGarden GKM Grudziądz               | Piotr Pawlicki     |
| 2019  | 14 lipca                        | Leszno                         | 5.                        | 9                         | (2,1,3,3,0)                         | MrGarden GKM Grudziądz               | Janusz Kołodziej   |
| 2020  | 7 września                      | Leszno                         | 14.                       | 4                         | (2,0,2,0,d)                         | MrGarden GKM Grudziądz               | Maciej Janowski    |
| 2021  | 11 lipca                        | Leszno                         | 14.                       | 3                         | (1,0,w,2,0)                         | ZOOleszcz DPV Logistic GKM Grudziądz | Bartosz Zmarzlik   |
| 2022  | 9 lipca 15 sierpnia 5 września  | Grudziądz Krosno Rzeszów       | 12.                       | 3 7 6                     | (0,1,2,w,0) (3,2,2,0,0) (2,1,0,1,2) | ZOOleszcz GKM Grudziądz              | Bartosz Zmarzlik   |
| 2023  | 8 czerwca 16 lipca 4 września   | Rzeszów Piła Łódź              | 10.                       | – 9 8                     | – (2,2,w,3,2) (3,1,1,1,2)           | Enea Falubaz Zielona Góra            | Bartosz Zmarzlik   |
| 2024  | 6 lipca 27 lipca 10 sierpnia    | Łódź Bydgoszcz Lublin          | 8.                        | 10 6 7                    | (1,2,3,2,2) (2,2,0,2,0) (2,0,2,1,2) | NovyHotel Falubaz Zielona Góra       | Maciej Janowski    |
| 2025  | 19 czerwca 19 lipca 15 sierpnia | Toruń Ostrów Wlkp. Częstochowa | 14.                       | 9 – 5                     | (3,3,0,2,1) – (0,1,2,2,w)           | Stelmet Falubaz Zielona Góra         | Patryk Dudek       |

## Kariera

### 2008
Licencję żużlową uzyskał w 2008 roku w Częstochowie. Po raz pierwszy w zawodach ligowych startował 20 lipca 2008, na torze w Lesznie, w meczu przeciwko Atlasowi Wrocław. W swoim ligowym debiucie zdobył 11 punktów startując w pięciu biegach. Sezon zakończył przedwcześnie z powodu kontuzji obojczyka.
Starty w zawodach:
- Turniej Young Guns Tarnów – 1. miejsce
- Indywidualne Mistrzostwa Ligi Juniorów Leszno – 3. miejsce

### 2009
W polskiej lidze reprezentował barwy Unii Leszno. Na ten sezon podpisał także kontrakt w Szwedzkiej Elitserien z drużyną Vastervik Speedway. Bez problemów awansował do finału IMŚJ, ale w wyniku doniesionej kontuzji nie wystąpił w nim.
Starty w zawodach:
- Półfinał Indywidualnych Mistrzostw Europy Juniorów Debreczyn – 2. miejsce
- Turniej German Open Olching – 8. miejsce
- Finał Indywidualnych Mistrzostw Europy Juniorów Tarnów – 1. miejsce
- Turniej eliminacyjny Młodzieżowych Indywidualnych Mistrzostw Polski Ostrów Wielkopolski – 1. miejsce
- Finał Drużynowych Mistrzostw Świata Juniorów Gorzów Wielkopolski – 1. miejsce
- Półfinał Brązowego Kasku Poznań – 1. miejsce

### 2010
W sezonie 2010 został wypożyczony do Stali Gorzów Wielkopolski. Startował w krajowych eliminacjach do IMŚJ jednak nie udało mu się awansować dalej. Otrzymał jednak nominację do rundy kwalifikacyjnej, z której awansował do półfinału w Krsko, tam jednak zajął 11. miejsce i odpadł z dalszej rywalizacji. Wystąpił w jednym z finałów otrzymując dziką kartę i zajął tam 14. miejsce, gdyż wycofał się z dalszej rywalizacji.
Starty w zawodach:
- Finał Indywidualnych Mistrzostw Europy Juniorów Rawicz – 3. miejsce (awans)
- Półfinał Srebrnego Kasku Krosno – 3. miejsce (awans)
- Półfinał Brązowego Kasku Rzeszów – 1. miejsce (awans)
- Finał Indywidualnych Mistrzostw Europy Juniorów Gorican – 2. miejsce[2]
- Półfinał Młodzieżowych Indywidualnych Mistrzostw Polski Piła – 1. miejsce (awans)
- Finał Brązowego Kasku Leszno – 3. miejsce
- Finał Srebrnego Kasku Bydgoszcz – 3. miejsce
- Finał Młodzieżowych Indywidualnych Mistrzostw Polski Toruń – 2. miejsce
- Finał Indywidualnych Mistrzostw Ligi Juniorów Gorzów Wielkopolski – 1. miejsce

### 2011
Z powodu kolejnych problemów z macierzystym klubem podpisał kontakt na starty w drugoligowej Polonii Piła, z którą awansował do I ligi żużlowej. Razem ze swoim bratem był najlepszym zawodnikiem drużyny. Osiągnął najlepszy wynik w II lidze zajmując pierwsze miejsce w klasyfikacji zawodników.
Na zasadzie gościa reprezentował barwy WTS Warszawa. Zdobył z drużyną złoty medal MMPPK oraz brązowy MDMP. W tym samym roku zdobył brązowy medal Indywidualnych Mistrzostw Świata Juniorów po 4 rundach cyklu na torze w Gnieźnie, przegrywając srebro z Darcy'm Wardem w biegu dodatkowym.
Zdobył złoto DM Szwecji z Drużyną Piraterna Motala.
Został wybrany najlepszym zawodnikiem II ligi w sezonie 2011 na VI Gali Sportu Żużlowego oraz szóstym najpopularniejszym żużlowcem w roku 2011 w plebiscycie Tygodnika Żużlowego. W tym samym plebiscycie otrzymał także nagrodę fair play.
Starty w zawodach:
- Ćwierćfinał Indywidualnych Mistrzostw Polski Piła – 2. miejsce (awans)
- Półfinał Srebrnego Kasku Ostrów Wielkopolski – 2. miejsce (awans)
- Runda Kwalifikacyjna do IMŚ 2012 Divisov – 5. miejsce (awans)
- Runda eliminacyjna Młodzieżowych Indywidualnych Mistrzostw Polski Łódź – 2. miejsce (awans)
- Półfinał eliminacji do IMŚ 2012 Lonigo – 10. miejsce
- Finał Indywidualnych Mistrzostw Polski Leszno – 2. miejsce
- Finał Srebrnego Kasku Wrocław – 2. miejsce
- Finał Mistrzostw Europy Par Piła – 1. miejsce
- Zlata Prilba Pardubice – 11. miejsce
- 61 Memoriał im. Alfreda Smoczyka Leszno – 8. miejsce

### 2012
W sezonie 2012 wraz ze swoim bratem Piotrem Pawlickim juniorem bronił barw swojego macierzystego klubu Unia Leszno. 20 września 2012 roku podczas finału Młodzieżowych Indywidualnych Mistrzostw Polski w Bydgoszczy odniósł poważną kontuzję. Po dokładnych badaniach okazało się, że doszło do złamania kości piszczelowej z przemieszczeniem w kilku miejscach, co oznaczało dla niego koniec sezonu.
Awansował do finałów IMŚJ. Udało mu się odjechać jednak tylko 4 z 7 rund. Z powodu odniesionej kontuzji zmuszony był zrezygnować ze startów w ostatnich trzech rundach. Ostatecznie został sklasyfikowany na 6 miejscu.
Zdobył srebro Drużynowych Mistrzostw Szwecji z drużyną Piraterna Motala.
Starty w zawodach:
- 62 Memoriał im. Alfreda Smoczyka Leszno – 9. miejsce
- XXXI Kryterium Asów Bydgoszcz – 5. miejsce
- Ćwierćfinał Złotego Kasku Kraków - 1. miejsce
- Półfinał Złotego Kasku Ostrów Wielkopolski – 5 miejsc
- GP Europy Leszno – 10. miejsce (3,3,1,0,0)
- Finał Złotego Kasku Gorzów Wielkopolski – 3. miejsce (awans do kwalifikacji do GP 2013)
- Runda kwalifikacyjna do GP 2013 Gustrow – 1. miejsce (awans)
- Półfinał eliminacji do GP Challenge 2013 – 10. miejsce
- Półfinał Srebrnego Kasku Opole – 1. miejsce (awans)
- Półfinał MIMP Grudziądz – 3. miejsce (awans)
- Finał Srebrnego Kasku Rzeszów – 1. miejsce
- Półfinał MMPPK Kraków – 1. miejsce (w barwach WTS Nice Warszawa)
- Wygrana w Lidze Juniorów 2012
- Złoty medal DMŚJ Gniezno
- Złoty medal DMEJ Landshut
- Brązowy medal MDMP (a barwach drużyny WTS Nice Warszawa)

### 2013
Także w 2013 reprezentował barwy leszczyńskiej Unii. 11 sierpnia 2013 roku w meczu niemieckiej Bundesligi doznał złamania obojczyka, co wykluczyło, go ze startów w najważniejszych meczach polskiej ligi. Po wyleczeniu kontuzji wrócił do startów. Po raz kolejny w swojej karierze wywalczył złoto w Drużynowych Mistrzostwach Szwecji z drużyną Piraterna Motala, z którą rozstał się po tym sezonie.
Starty w zawodach:
- Eliminacje Złotego Kasku Rawicz – 3. miejsce (awans)
- Półfinał IME Czerwonograd – 9. miejsce
- Finał Złotego Kasku Rawicz – 4. miejsce (awans do kwalifikacji do GP 2014)
- Ćwierćfinał IMP Grudziądz – 2. miejsce (awans)
- Runda kwalifikacyjna do GP 2014 Abensberg – 2. miejsce (awans)
- Półfinał IMP Krosno – 10. miejsce
- Półfinał eliminacji do GP 2014 Holsted – 6. miejsce (awans)
- 63 Memoriał im. Alfreda Smoczyka – 8. miejsce
- VI Turnieju o Koronę Bolesława Chrobrego Gniezno – 12. miejsce
- Zlata Prilba Pardubice – 3. miejsce
- Turniej German Open Olching – 8. miejsce

## Starty w Indywidualnych Mistrzostwach Świata Juniorów

### 2009
- półfinał krajowych eliminacji Poznań – 8. miejsce 8 (1,1,0,3,3)
- finał krajowych eliminacji Gorzów Wielkopolski 3. miejsce 12 (2,3,2,2,3)
- runda kwalifikacyjna Krsko – 2. miejsce 13 (3,2,3,2,3)
- półfinał Kumla – 3. miejsce 12 (3,3,3,0,3)[3]
- finał Gorican – NS[4]

### 2010
- półfinał krajowych eliminacji Grudziądz – 14. miejsce 4 (2,0,2,0,0)
- runda kwalifikacyjna Neustadt Donau – 2. miejsce 14 (3,3,2,3,3)[5]
- półfinał Krsko – 11. miejsce 5 (0,2,1,2,w)
- 2 finał Dyneburg (dzika karta) – 14. miejsce 3 (3,w,w,-,-)

### 2011
- 1 finał Poole – 6. miejsce 9 (3,u,3,2,1)
- 2 finał Holsted – 6. miejsce 9 (3,3,1,0,2)
- 3 finał Pardubice – 2. miejsce 13+3 (3,3,1,3,3)
- 4 finał Gniezno – 1. miejsce 15 (3,3,3,3,3)

miejsce w końcowej klasyfikacji – 3

### 2012
- półfinał krajowych eliminacji Krosno – 2. miejsce 12 (3,3,t,3,3)
- finał krajowych eliminacji Tarnów – 3. miejsce 12 (3,2,1,3,3)
- runda kwalifikacyjna Blijham, Holandia – 1. miejsce 14+3 (3,2,3,3,3,3)
- półfinał Czerwonograd – 2. miejsce 13+3 (3,3,2,2,3,3)
- 1 finał Lonigo – 2. miejsce 12+2 (2,3,1,3,3)
- 2 finał Lendava – 6. miejsce 9 (3,1,2,1,2)
- 3 finał Coventry – 2. miejsce 12 (3,3,3,w,3)
- 4 finał Tarnów – 6. miejsce 10 (3,3,1,1,2)
- 5 finał Pardubice – NS
- 6 finał Bahia Blanca – NS
- 7 finał Bahia Blanca – NS

miejsce w końcowej klasyfikacji – 6

## Osiągnięcia
- DMŚJ –  2009  2010  2012
- DMEJ –  2009, 2010
- IMŚJ –  2011
- IMEJ –  2009  2010
- IMP –  2011,  2017
- MIMP –  2010
- MDMP –  2008  2011
- DMP –  2008, 2014  2015, 2016
- DMGB –  2010
- DMS –  2011  2012  2013
- MMPPK –  2009, 2011, 2012
- MPPK –  2012
- BK –  2010
- SK –  2010  2011 2012
- ZK –  2012  2014  2015,  2017,  2024

- IMLJ –  2010  2008
- DMLJ –  2008, 2009, 2010
- DPŚ –  2015